# Бартошевка (Винницкая область)
Бартошевка (укр. Бартошівка) — село на Украине, находится в Оратовском районе Винницкой области.
Код КОАТУУ — 0523182003. Население по переписи 2001 года составляет 88 человек. Почтовый индекс — 22611. Телефонный код — 4330.
Занимает площадь 0,615 км².

## Адрес местного совета
22611, Винницкая область, Оратовский р-н, с. Кожанка, ул. Щорса, 30